# Freie Bibelforscher

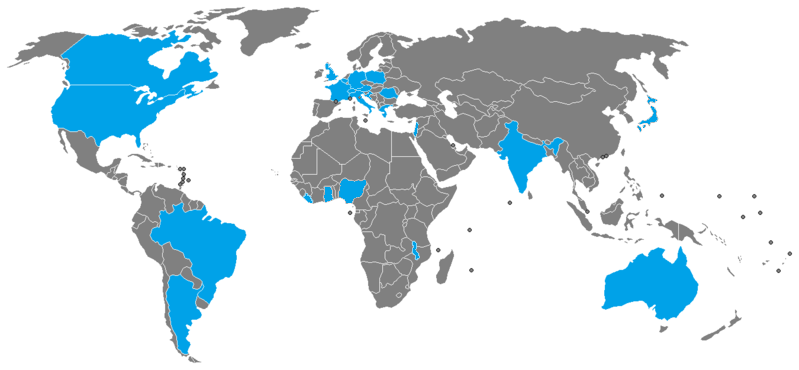
Verbreitung der Freien Bibelforscher in 45 Ländern

Die Freien Bibelforscher sind eine christliche Glaubensgemeinschaft, die sich nach eigener Lehraussage ausschließlich auf die Bibel als Glaubensgrundlage und auf das Vorbild der Gemeinde des Urchristentums beruft. Die Gemeinschaft entstand aus der sogenannten Bibelforscherbewegung. Gemeinden gibt es heute in mehr als fünfundvierzig Ländern.
Einzelne Ortsgemeinden bezeichnen sich als Freie Bibelforschergemeinde, mit dem Zusatz der Ortsbezeichnung und beanspruchen nicht für sich, die jeweilige Gemeinde (oder Versammlung) Gottes vor Ort zu sein. Die Gemeinde Jesu sei keine irdische Institution, sondern der aus allen Christen weltweit zusammengefügte Leib Jesu abseits menschlicher Konfessionen.

## Geschichte

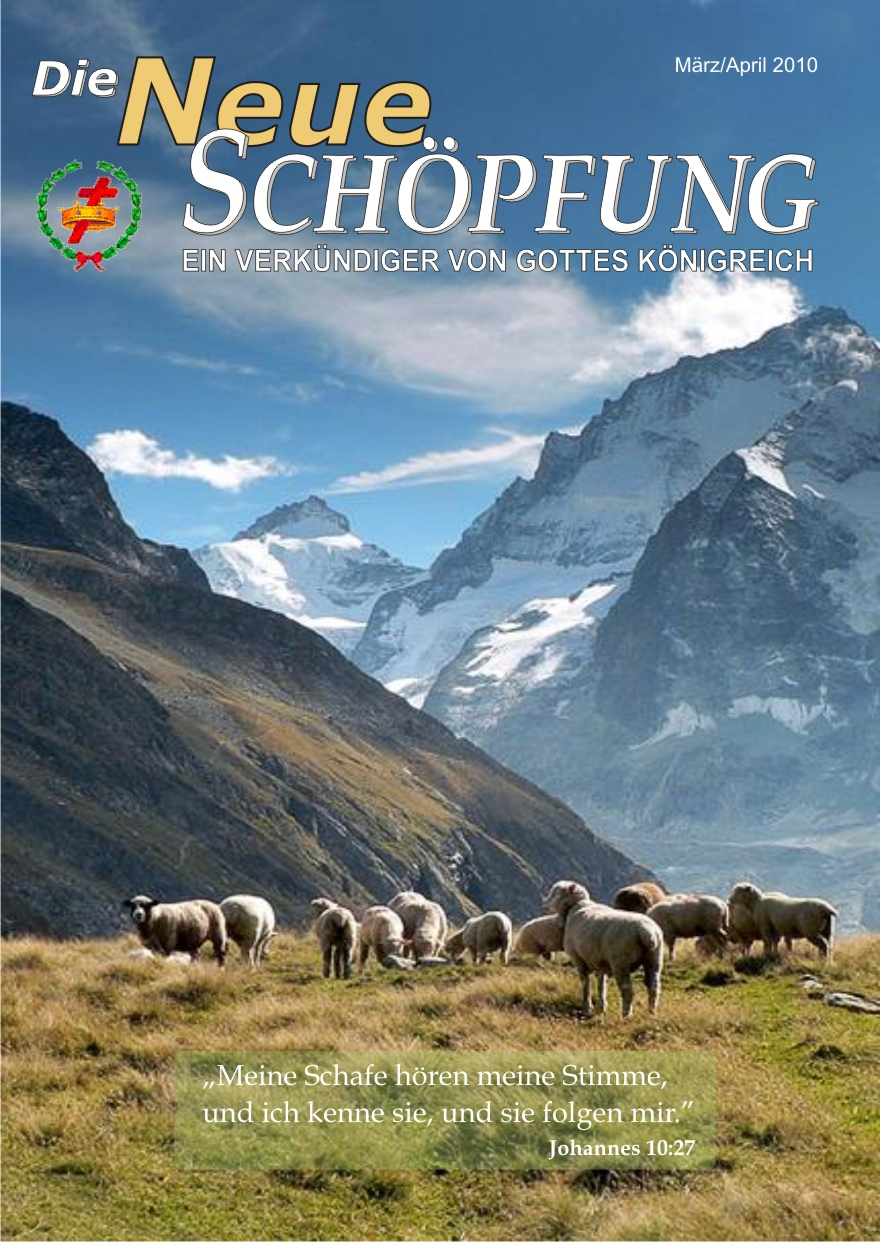
Zeitschrift: Die Neue Schöpfung

Die Wurzeln dieser Gemeinschaft liegen in einer religiösen Erweckungsbewegung des frühen 19. Jahrhunderts in den USA. Der baptistische Prediger William Miller spielte dabei eine Schlüsselrolle, als er anhand biblischer Prophezeiungen die Wiederkunft Jesu Christi für das Jahr 1844 vorhersagte. Als dieses Ereignis ausblieb, zerfiel die Bewegung, doch einige ihrer späteren Anhänger entwickelten sich zu größeren christlichen Gemeinschaften. Dazu zählen weltweit vor allem die Siebenten-Tags-Adventisten, die Weltweite Kirche Gottes und die Zeugen Jehovas. Aus letzteren gingen durch weitere Abspaltungen auch die Freien Bibelforscher hervor.

### Lehränderungen und Spaltung unter Charles Taze Russell
1907 änderte Charles Taze Russell Gründer der Internationalen Bibelforscher-Vereinigung (aus der 1931 die Zeugen Jehovas hervorgingen), grundlegende Glaubenslehren – insbesondere über den Neuen Bund, das Erlösungswerk Jesu und das Lösegeld. Diese revidierte Lehre wurde im Wachtturm veröffentlicht und löste massive Proteste aus. Viele Mitglieder sahen darin eine Abkehr von der biblischen Lehre. Ein großer Proteststurm erfolgte, der schließlich zum zweitgrößten Schisma in der Bibelforscherbewegung werden sollte.
E. C. Hennings, ein leitender Mitarbeiter der australischen Wachtturm-Gesellschaft, verfasste einen offenen Brief an Russell, um diesen in seiner Lehrmeinung umzustimmen. Ihm folgten zahlreiche weitere kritische Stimmen. Doch Russell nutzte seine Autorität, um die Opposition zu unterdrücken. Daraufhin verließen viele prominente Mitglieder die Gemeinschaft, darunter J. H. Giesey (Vizepräsident der Gesellschaft), M. L. McPhail (reisender Aufseher) und Russells eigene Schwester, Mae Russell Land.

### Die Gründung der Freien Bibelforscher
1909 schlossen sich die Ausgetretenen zusammen und wurden „Freie Bibelforscher“ genannt – im Gegensatz zu den „Ernsten Bibelforschern“, die an Russells Lehren weiterhin festhielten. In Australien entstand die Missionsgesellschaft „New Covenant Fellowship“, in den USA die „New Covenant Believers“. Später entstanden weitere Missionsgesellschaften. 1928 formierte sich eine Gruppe ehemaliger Ernster Bibelforscher zur „Christian Millennial Fellowship“ (heute Christian Discipling Ministries International), die bis heute die Zeitschrift Die Neue Schöpfung herausgibt.

### Die Entwicklung im deutschsprachigen Raum
1928 gründete Conrad C. Binkele, ein ehemaliger Zweigaufseher der Wachtturm-Gesellschaft, in Deutschland die „Freie Bibelforscher-Vereinigung“. In den 1930er Jahren spaltete sich zudem eine unabhängige Gemeinde in Kirchlengern bei Herford von den Zeugen Jehovas ab, da sie die sich ständig wandelnden Lehren der Wachtturm-Gesellschaft nicht mittragen wollten.

### Verfolgung und Vergessenheit
Obwohl die Freien Bibelforscher – ähnlich wie die Zeugen Jehovas – im November 1933 bzw. Januar 1934 verboten und verfolgt wurden, ist ihre Geschichte heute kaum bekannt. Ihre Mitglieder wurden ebenfalls als „Bibelforscher“ mit dem „Lila Winkel“ in Konzentrationslagern gekennzeichnet. Die fehlende zentrale Organisation und die vermeintliche Staatsverweigerung führten dazu, dass ihre Verfolgung in der öffentlichen Wahrnehmung kaum Beachtung fand.

## Lehre
Bei den Freien Bibelforschern gibt es keine übergeordnete Gemeindeorganisation oder Leitung. Jede Gemeinde ist für sich selbst verantwortlich, auch finanziell. Das schließt jedoch nicht aus, dass sie mit anderen Gemeinden örtlich oder überörtlich zusammenarbeitet.
In ihren Gemeinden gibt es keine formelle Mitgliedschaft. Nach ihrer Auffassung sind alle, die an Jesus Christus glauben und sich für ein Christsein entschieden haben, Glieder am Leib des Christus.
Die Bibelforschergemeinden sind autonom und werden als Abbild der neutestamentlichen Gemeinde verstanden. Sie glauben, dass die wirkliche Leitung Jesus Christus als Haupt der Christenversammlung (Eph 1,19 ) innehat und diese Leitung durch den heiligen Geist bis heute ausübt. Die Dienstämter der örtlichen Gemeinde liegen in der Obhut von Ältesten, Diakonen, Diakoninnen und Predigern. Die Gemeindeleitung erfolgt weitgehend durch ehrenamtliche Laien.
Die Taufe ist nicht mit der Aufnahme in die Gemeinde gleichzusetzen, sondern sie sei eine Aufforderung Jesu, seine Glaubensentscheidung öffentlich zu machen. Die Taufe drückt den Vorgang der Bekehrung sichtbar aus (Mt 28,18–20 ). Die Freien Bibelforscher verstehen sich als „bibeltreue“ christliche Gemeinde, wobei das gemeindliche Leben wie auch das Lehrverständnis dem anderer freikirchlicher Gruppierungen in vielen Teilen ähnlich ist. Der Aspekt des allgemeinen Priestertums (1 Petr 2,5 ) wird dabei sehr betont. Die Freien Bibelforscher legen starken Wert darauf, dass ihre Anhänger eine wirkliche Bekehrung erlebt haben und sich in ihrem Leben nach den ethischen Geboten des Christentums richten und möglichst ein geheiligtes, also sündenfreies Leben führen. Jedes Gemeindemitglied soll auch persönlich mit der Bibel umgehen können.
Im Folgenden werden wesentliche Unterschiede dargestellt:

### Gottheit des Vaters und des Sohnes
Freie Bibelforscher vertreten die Überzeugung, dass es einen einzigen Gott gibt, den Vater im Himmel (Mt 6,9-10 ; 1 Kor 8,6 ), den Urheber und Erhalter aller Dinge (Joh 1,18 ; Eph 3,14+15 ).
Christologische Präexistenz und Schöpfungsmittlerschaft
Sie glauben, dass Jesus Christus, der Sohn Gottes, der einzige Sohn ist, der direkt aus Gott hervorgegangen ist (1 Joh 4,9 ) und vor allem Geschaffenen seit Ewigkeiten existiert (Mi 5,1 ; Kol 1,15 ). Sie betonen, dass der Sohn nicht nur vor der Schöpfung existierte (Kol 1,15-17 ), sondern aktiv an der Schöpfung beteiligt war: „Alles ist durch ihn und für ihn geschaffen“ (Kol 1,16 ). Dies unterstreicht seine göttliche Rolle als Mittler der Schöpfung, ohne seine Unterordnung unter den Vater zu negieren.
Wesenseinheit vs. Personenunterschied
Die Lehre von der homousios (Wesensgleichheit) wird mit dem biblischen Zeugnis „Ich und der Vater sind eins“ (Joh 10,30 ) begründet. Allerdings wird dies nicht im trinitarischen Sinn als numerische Identität, sondern als qualitative Einheit in Willen und Macht interpretiert. Nach ihrer Lehre teilt der Sohn die Natur des Vaters, sodass die Gottheit des Vaters auch auf den Sohn übergeht. Obwohl sie zwei unterschiedliche Personen sind, wird betont, dass sie in ihrer Wesensart (Natur) identisch sind: Gott und Sohn sind von gleicher Essenz, dem Geist Gottes (Joh 4,24 ), aber zwei Personen. Der Sohn handelt stets im Auftrag des Vaters (Joh 5,19 ), was seine Unterordnung „Der Vater ist größer als ich“, (Joh 14,28 ) bei gleicher göttlicher Natur betont.
Der Heilige Geist als „Person-Kraft“
Den Heiligen Geist verstehen sie als den persönlichen Ausdruck der unsichtbaren wirkenden Kraft Gottes, der sich aber auch als Person äußert (Lk 24,49 ; Apg 1,8 ). Der Heilige Geist gilt zudem als der verheißene Beistand, den Gott allen Gläubigen sendet (Joh 14,16 ). In ihrer Theologie wird betont, dass der Heilige Geist vom Vater durch den Sohn ausgeht. Die Ausgießung des Geistes (Apg 2,17 ) wird als Akt des Vaters durch den Sohn gedeutet, analog zu (Joh 15,26 ) („der Geist, der vom Vater ausgeht“). Während der Geist in (Apg 5,3-4 ) als handelndes Subjekt erscheint („Warum hat der Satan dein Herz erfüllt, dass du den Heiligen Geist belogen hast?“), wird er nicht als eigenständige dritte Person der Gottheit, sondern als personifizierte Kraft Gottes verstanden.
Unitarisch-binitarisch
Ihre Glaubenslehre wird als unitär-binitarisch beschrieben, da sie die Einheit Gottes hervorhebt und den Heiligen Geist nicht als eigenständige dritte Person betrachtet (Joh 16,13-14 ). Der Begriff „unitarisch-binitarisch“ reflektiert die Spannung zwischen monotheistischem Bekenntnis (Deut 6,4 ) und der Anerkennung Christi als göttlicher Sohn. Im Gegensatz zum klassischen Trinitarismus fehlt eine Hypostase des Geistes. Diese Sicht ähnelt dem Subordinatianismus der frühen Kirche (z. B. bei Origenes), lehnt aber die Vorstellung der ewigen Unterordnung des Sohnes ab (Phil 2,6-7 ).
Die Einheit von Vater und Sohn wird im Gebet sichtbar: Gebete richten sich primär an den Vater „im Namen Jesu“ (Joh 16,23 ), was die Mittlerrolle des Sohnes unterstreicht. Die Anbetung Christi (Hebr 1,6 ) wird bei den Freien Bibelforschern als legitim verstanden, da sie seine göttliche Natur bestätigt – ohne den Vorrang des Vaters zu relativieren.
Diese Position steht in Diskussion mit trinitarischen Lehren (z. B. Nicänisches Glaubensbekenntnis) und unitarischen Strömungen (z. B. Socinianismus). Die Freien Bibelforscher grenzen sich von beiden ab, indem sie sowohl die Göttlichkeit Christi als auch die Einheit Gottes betonen.

### Tod und Auferstehung
Freie Bibelforscher vertreten die Ganztodtheorie: Der Mensch ist eine Einheit nach Leib, Seele und Geist (1 Mos 2,7 ). Kein Teil des Menschen ist vom Todesurteil ausgenommen. So fällt der Mensch beim Tod in einen Zustand von Bewusstlosigkeit, Stille und Untätigkeit, hat aber die Hoffnung der Auferstehung von den Toten.

### Wiederkunft Jesu Christi
Im Mittelpunkt der Lehre der Freien Bibelforscher steht die Erwartung der baldigen Wiederkunft Christi (Joh 14,2–3 ) und der Wiederherstellung der Menschheit zur Vollkommenheit (Apg 3,21 ). Somit stellen die Freien Bibelforscher eine eschatologische Glaubensgemeinschaft dar.

### Israel
Für die Freien Bibelforscher ist Israel weiterhin das auserwählte Volk Gottes. Gottes Wirken glauben sie in der Heimkehr der Juden in das gelobte Land seit 1948 zu erkennen. Weiter vertreten sie die Ansicht, dass nach der noch in der Zukunft liegenden Anerkennung des Messias durch das Volk Israel auch dieses ein Teil des Königreichs Gottes sein werde.

### Königreich Gottes
Freie Bibelforscher glauben, dass das Reich Gottes (Königreich der Himmel) in drei Phasen realisiert wird:
Das geistliche KönigreichDamit wird die Königsherrschaft Jesu bezeichnet, die im Leben und im Herzen der gläubigen Christen regiert. Das Königreich wurde schon durch die Propheten des Alten Testaments angekündigt und während des irdischen Dienstes von Jesus Christus offenbart (Lk 17,21 ). Dieses geistige Paradies erlangt man, wenn man von der Sünde umkehrt und Gott im Glauben an die Erlösungstat Jesu Christi dient.
Das tausendjährige Königreich ChristiSie glauben, dass Jesus in Macht und Herrlichkeit zurückkehren wird. Seine Königreichsherrschaft wird dann tausend Jahre andauern, in denen alle menschlichen Regierungen, Religionen und Feinde überwunden werden und auch der Teufel entmachtet sein wird. Jahwe Gott hat in seinem tausendjährigen Königreich unter der Herrschaft seines Sohnes Jesus Christus das Ziel, dass alle Menschen unter paradiesischen Zuständen Gelegenheit bekommen sollen, ewiges Leben zu erhalten (Jes 35,8–10 ). Unverbesserliche böse Menschen gehen aber in den zweiten Tod.
Das ewige Reich GottesGottes ewiges Königreich wird beginnen, wenn Jesus Christus alle Feinde unter seine Füße gestellt hat und das Reich an den Vater übergibt (1 Kor 15,24 ). Gott wird mit den Erlösten in einem neuen Himmel und einer neuen Erde wohnen, in dem kein Leid, kein Schmerz oder Tod mehr sein werden und wo Gerechtigkeit und Frieden für immer regieren werden (Offb 21,1–4 ).

## Zusammenkünfte
Eine bindende Ordnung der Gottesdienste gibt es nicht, sie können von Gemeinde zu Gemeinde etwas variieren. Kleidervorschriften gibt es keine. In den FBG tragen aber die Frauen, wenn sie öffentlich, also in der Gemeinde laut beten, eine Kopfbedeckung in Anlehnung an 1 Kor 11,5–13 .
In der Regel dauern die Gottesdienste eineinhalb bis zwei Stunden. Im ersten Teil wird der „Mannatext“ für den Tag besprochen. Dabei wird ein Bibeltext herangezogen, der in einer 15 Minuten dauernden Ansprache ausgelegt wird. Ein etwa 35-minütiger Vortrag bildet daraufhin den Hauptteil des Gottesdienstes. Die Predigten können alle Gemeindemitglieder halten, die sich dazu in der Lage fühlen, ebenso Gastprediger. Die Predigttexte sind immer frei gewählt.
Im zweiten Teil wird in Anlehnung an Apg 20,7  das Brot gebrochen, was das Zentrum des Gemeindelebens bildet. Anschließend wird noch in der Zeugnisstunde die Gelegenheit gegeben, über Erfahrungen aus der vergangenen Woche zu berichten, sich auszutauschen oder zu beten.
Einmal in der Woche treffen sich die Freien Bibelforscher in Hauskreisen zur Bibelstunde, in der auf bestimmte biblische Themen eingegangen wird.
Ein weiterer wichtiger Punkt der Freien Bibelforscher ist die wöchentliche Gebetsversammlung, bei dem sich die Mitglieder zum gemeinsamen Gebet zusammenfinden.

### Gedächtnismahl
Neben dem Brotbrechen im Gottesdienst, das die Gemeinschaft der Gläubigen untereinander und mit Jesus Christus betont, wird das Abendmahl, das auch Erinnerungsmahl genannt wird, einmal im Jahr am 14. Nisan, am Tag des jüdischen Passahs, nach Sonnenuntergang gesondert gefeiert. Damit folgen die Freien Bibelforscher der Tradition der Quartodezimaner.

### Taufe
Die Freien Bibelforscher praktizieren die Gläubigentaufe. Die Taufe geschieht durch gänzliches Untertauchen im Wasser und wird unter Berufung auf (Röm 6,3–4 ) als ein Begraben des menschlichen Willens in den Tod Christi verstanden. Weil die Taufe ausschließlich als Opferung des eigenen Willens verstanden wird, ist für die Freien Bibelforscher die Kindertaufe unbiblisch.

### Evangelisation
Die Verkündigung der Erlösung Jesu Christi – bewirkt durch seinen Tod und Auferstehung – für alle Menschen und die Aufrichtung des nahe bevorstehenden Königreiches Gottes auf Erden ist für die FBG nicht nur biblischer Auftrag, sondern auch moralische Verpflichtung. So bemühen sie sich in ihrem täglichen Lebensumfeld, das Evangelium von Jesus Christus zu verkündigen.
Sie vertreten den Dispensationalismus und gehören keiner übergemeindlichen Organisation an. Untereinander pflegen sie lose Kontakte.

## Zeitschriften
Die monatlich erscheinende Zeitschrift Die Neue Schöpfung (DNS) wird seit 1940 vom Missionsdienst Christian Discipling Ministries International veröffentlicht. Sie erscheint in Englisch, Italienisch, Spanisch und Deutsch und ist das Verbindungselement der Freien Bibelgemeinden. Die deutsche Ausgabe wurde bis Ende 2024 vom Evangeliumsdienst der Freien Bibelgemeinde Ried im Innkreis in Österreich veröffentlicht. Seit 2025 wird die Zeitschrift vom Barnabas-Werk, dem Missionsdienst der Christlichen Gemeinschaft Freier Bibelforscher aus Heiden im Westmünsterland, herausgegeben. Von 1948 bis 2008 erschien bei den Freien Bibelforscher parallel dazu die Christliche Warte. Sie war ein dreimonatlich erscheinendes Magazin und wurde von der Freien Bibelgemeinde in Kirchlengern herausgegeben.
Die Themen der Zeitschriften umfassen Artikel für Bibelstudium, christliches Leben und Bibelauslegung. Die Neue Schöpfung und die Christliche Warte vertreten ein relativ geschlossenes Weltbild, das politisch neutral, konservativ, optimistisch und vor allem biblisch-christlich orientiert ist.

## Selbstverständnis und Ökumene
Obwohl die Gemeinschaft der Freien Bibelforscher keinen Absolutheitsanspruch erhebt und sich nicht als die allein wahre und gültige Kirche versteht und anderen christlichen Gemeinschaften zugesteht, dass in diesen auch Christen zu finden sind, die eine lebendige Beziehung zu Christus haben, strebt sie nicht die Mitgliedschaft im ökumenischen Rat der Kirchen an.